# Maraylya, New South Wales
Maraylya este o suburbie în Sydney, Australia.